# Happy New Year, Charlie Brown!
Happy New Year, Charlie Brown! (en español ¡Feliz Año Nuevo, Charlie Brown!) es el trigésimo especial animado en horario prime-time basado en el popular cómic diario Peanuts, de Charles M. Schulz. Se estrenó el 1 de enero de 1986 por la CBS. Es un programa semi-musical en la misma línea de It's Flashbeagle, Charlie Brown.

## Sinopsis
Charlie Brown está contento porque la maestra no puso deberes para las vacaciones de Navidad, pero en el último momento ella asigna la lectura de Guerra y paz, de León Tolstói, del cual hay que realizar un informe para entregar el primer día después de las vacaciones. Él trata de encontrar tiempo para leer el libro, pero no lo consigue por diversas distracciones y motivos. Aunque intenta conseguir en una tienda el libro en forma de cómic, cinta, casete, juego de ordenador o incluso diapositivas, no lo tienen disponible en ninguno de esos formatos.
El sigue perdiendo tiempo de lectura porque quiere ver cómo le va a la pandilla en la clase de baile a la que asisten para la realización del baile en la fiesta de Año Nuevo, y termina sumándose a la misma gracias a Peppermint Patty, que está convencida de que a él le gusta. 
Las cosas se ponen peor para Charlie Brown cuando intenta invitar a la niña de sus sueños, Heather, la Pequeña Pelirroja, a la fiesta. Aunque Linus lo convence de intentarlo, él termina, tal como predecía, con la mano atrapada en la ranura del buzón de la casa de la chica (la cual no responde a la invitación). En la fiesta, los chicos juegan a las sillas musicales, y Peppermint Patty y Charlie son los únicos que quedan, pero ella le termina ganando. Decide intentar seguir leyendo en el porche de la casa del anfitrión, pero pronto se duerme, mientras todos están viendo el descenso de la bola en Times Square y cantan Auld Lang Syne.
Él se despierta después de la medianoche por Peppermint Patty y Sally furiosas, la primera porque él no bailo con ella y se quedó sin pareja a la medianoche; y la segunda porque Linus, su "dulce cachorrito" (sweet baboo), no bailó con ella sino con la Pequeña Pelirroja (o Niñita Colorina en el doblaje chileno, Little Red-Haired Girl en inglés), que había llegado mientras él estaba en el porche. En medio de la desilusión de Charlie, Marcie le da un beso y le dice: "Feliz Año Nuevo, Charles".
Finalmente, Charlie logra terminar el informe del libro a las 3.00 A.M., y recibe la calificación de D - (o -4 en el doblaje chileno) la nota mínima para aprobar, ya que según la consideración de la maestra, "parecía algo escrito después de la medianoche, en el último día de las vacaciones". Linus le avisa a su amigo que el próximo libro a leer será Crimen y castigo, de Dostoyevski, lo que le causa un desmayo.

## Edición en DVD
Warner Home Video lanzó el especial el 6 de octubre de 2009 como especial adicional en el DVD y el Blu-Ray Disc de I Want a Dog for Christmas, Charlie Brown. 

## Teledifusión de ABC
Happy New Year, Charlie Brown! volvió a la televisión por primera vez en muchos años el 30 de diciembre de 2008, emparejado con Rudolph's Shiny New Year, en el actual dueño de los derechos televisivos de Peanuts, ABC. Para tener el espacio suficiente para la transmisión de Rudolph's..., ABC hizo ediciones al programa:
- Algunas partes donde se oye a la voz de Charlie Brown leer el libro fueron cortadas.
- La escena en que Charlie Brown va con Linus a la tienda donde pide los productos de "La guerra y la paz" fue eliminada.
- Los minutos finales fueron removidos enteramente.

En la transmisión de 2010, la película fue emparejada con She's a Good Skate, Charlie Brown.

## Reparto
- Chad Allen: Charlie Brown
- Jeremy Miller: Linus van Pelt
- Melissa Guzzi: Lucy van Pelt
- Elizabeth Lyn Fraser: Sally Brown
- Aron Mandelbaum: Schroeder
- Jason Mendelson: Marcie
- Kristie Baker: Peppermint Patty
- Bill Melendez: Snoopy y Woodstock
- Desirée Goyette: Cantante ("Slow Slow Quick Quick")